# Mark Selby
Mark Anthony Selby MBE (n. 19 iunie 1983, Leicester, Anglia, Regatul Unit) este un jucător englez de snooker și de biliard.
Selby a ocupat poziția de lider mondial de șase ori in carieră și a câștigat Campionatul Mondial de snooker de patru ori. A câștigat un total de 24 de titluri de clasament, fiind pe locul opt pe lista tuturor timpurilor a câștigătorilor turneelor de clasament.
Pe lângă cele patru titluri mondiale ale sale, el a câștigat de trei ori Mastersul și de două ori Campionatul Regatului Unit pentru un total de nouă titluri din Tripla Coroană, fiind la egalitate cu John Higgins și devansat doar de Ronnie O'Sullivan (23 de titluri), Stephen Hendry (18) și Steve Davis (15).
A realizat breakul maxim de șase ori.
Pe lângă snooker, joacă și biliard și a fost campion mondial în stilul bila-opt, în 2006 și vicecampion la Campionatul Mondial bila-opt-stil-chinezesc din 2015, fiind singurul jucător care a devenit campion mondial atât la snooker, cât și la biliard.

## Finalele carierei
Urmează o listă a finalelor jucate de Selby în turnee profesioniste.

### Turnee de clasament: 37 (24 titluri)
| Legendă                          |
| Campionatul Mondial (4–2)        |
| Campionatul Regatului Unit (2–1) |
| Altele (18–10)                   |

| Rezultat | Nr. | An   | Turneu                         | Adversar în finală | Scor  |
| -------- | --- | ---- | ------------------------------ | ------------------ | ----- |
| Finalist | 1.  | 2003 | Openul Scoțian                 | David Gray         | 7–9   |
| Finalist | 2.  | 2007 | Campionatul Mondial            | John Higgins       | 13–18 |
| Campion  | 1.  | 2008 | Openul Galez                   | Ronnie O'Sullivan  | 9–8   |
| Finalist | 3.  | 2011 | Mastersul German               | Mark Williams      | 7–9   |
| Finalist | 4.  | 2011 | Openul Chinei                  | Judd Trump         | 8–10  |
| Campion  | 2.  | 2011 | Mastersul de la Shanghai       | Mark Williams      | 10–9  |
| Finalist | 5.  | 2012 | Openul Galez                   | Ding Junhui        | 6–9   |
| Campion  | 3.  | 2012 | Campionatul Regatului Unit     | Shaun Murphy       | 10–6  |
| Finalist | 6.  | 2013 | Openul Chinei (2)              | Neil Robertson     | 6–10  |
| Finalist | 7.  | 2013 | Campionatul Regatului Unit     | Neil Robertson     | 7–10  |
| Finalist | 8.  | 2014 | Openul Mondial                 | Shaun Murphy       | 6–10  |
| Campion  | 4.  | 2014 | Campionatul Mondial            | Ronnie O'Sullivan  | 18–14 |
| Campion  | 5.  | 2015 | Mastersul German               | Shaun Murphy       | 9–7   |
| Campion  | 6.  | 2015 | Openul Chinei                  | Gary Wilson        | 10–2  |
| Campion  | 7.  | 2016 | Campionatul Mondial (2)        | Ding Junhui        | 18–14 |
| Campion  | 8.  | 2016 | Clasicul Paul Hunter           | Tom Ford           | 4–2   |
| Finalist | 9.  | 2016 | Mastersul de la Shanghai       | Ding Junhui        | 6–10  |
| Campion  | 9.  | 2016 | Campionatul Internațional      | Ding Junhui        | 10–1  |
| Campion  | 10. | 2016 | Campionatul Regatului Unit (2) | Ronnie O'Sullivan  | 10–7  |
| Campion  | 11. | 2017 | Openul Chinei (2)              | Mark Williams      | 10–8  |
| Campion  | 12. | 2017 | Campionatul Mondial (3)        | John Higgins       | 18–15 |
| Campion  | 13. | 2017 | Campionatul Internațional (2)  | Mark Allen         | 10–7  |
| Campion  | 14. | 2018 | Openul Chinei (3)              | Barry Hawkins      | 11–3  |
| Campion  | 15. | 2018 | Campionatul Chinei             | John Higgins       | 10–9  |
| Campion  | 16. | 2019 | Openul Englez                  | David Gilbert      | 9–1   |
| Campion  | 17. | 2019 | Openul Scoțian                 | Jack Lisowski      | 9–6   |
| Campion  | 18. | 2020 | Mastersul European             | Martin Gould       | 9–8   |
| Campion  | 19. | 2020 | Openul Scoțian (2)             | Ronnie O'Sullivan  | 9–3   |
| Finalist | 10. | 2021 | Snooker Shoot Out              | Ryan Day           | 0–1   |
| Campion  | 20. | 2021 | Campionatul Mondial (4)        | Shaun Murphy       | 18–15 |
| Campion  | 21. | 2022 | Openul Englez                  | Luca Brecel        | 9–6   |
| Campion  | 22. | 2023 | WST Classic                    | Pang Junxu         | 6–2   |
| Finalist | 11. | 2023 | Campionatul Mondial (2)        | Luca Brecel        | 15–18 |
| Finalist | 12. | 2023 | Openul Britanic                | Mark Williams      | 7–10  |
| Campion  | 23. | 2024 | Openul Britanic                | John Higgins       | 10–5  |
| Campion  | 24. | 2025 | Openul Galez (2)               | Stephen Maguire    | 9–6   |
| Finalist | 13. | 2025 | Tour Championship              | John Higgins       | 8–10  |

### Turnee minore: 10 (7 titluri)
| Rezultat | Nr. | An   | Turneu                              | Adversar în finală | Scor |
| -------- | --- | ---- | ----------------------------------- | ------------------ | ---- |
| Campion  | 1.  | 2010 | Players Tour Championship – Event 2 | Barry Pinches      | 4–3  |
| Campion  | 2.  | 2011 | Clasicul Paul Hunter                | Mark Davis         | 4–0  |
| Campion  | 3.  | 2012 | Clasicul Paul Hunter                | Joe Swail          | 4–1  |
| Finalist | 1.  | 2012 | Openul Antwerp                      | Mark Allen         | 1–4  |
| Campion  | 4.  | 2013 | Openul FFB                          | Graeme Dott        | 4–3  |
| Finalist | 2.  | 2013 | Openul Yixing                       | Joe Perry          | 1–4  |
| Finalist | 3.  | 2013 | Openul Rotterdam                    | Mark Williams      | 3–4  |
| Campion  | 5.  | 2013 | Openul Antwerp                      | Ronnie O'Sullivan  | 4–3  |
| Campion  | 6.  | 2014 | Openul Riga                         | Mark Allen         | 4–3  |
| Campion  | 7.  | 2016 | Openul Gdynia                       | Martin Gould       | 4–1  |

### Turnee invitaționale: 20 (12 titluri)
| Legendă              |
| The Masters (3–2)    |
| Premier League (0–1) |
| Altele (9–5)         |

| Rezultat | Nr. | An   | Turneu                              | Adversar în finală | Scor |
| -------- | --- | ---- | ----------------------------------- | ------------------ | ---- |
| Finalist | 1.  | 2006 | Masters Qualifying Tournament       | Stuart Bingham     | 2–6  |
| Campion  | 1.  | 2007 | Circuitul Varșoviei                 | John Higgins       | 5–3  |
| Campion  | 2.  | 2008 | The Masters                         | Stephen Lee        | 10–3 |
| Finalist | 2.  | 2008 | Championship League                 | Joe Perry          | 1–3  |
| Finalist | 3.  | 2008 | World Series of Snooker Jersey      | John Higgins       | 3–6  |
| Finalist | 4.  | 2008 | Jiangsu Classic                     | Ding Junhui        | 5–6  |
| Finalist | 5.  | 2008 | Premier League                      | Ronnie O'Sullivan  | 2–7  |
| Finalist | 6.  | 2009 | The Masters                         | Ronnie O'Sullivan  | 8–10 |
| Finalist | 7.  | 2009 | Championship League (2)             | Judd Trump         | 2–3  |
| Campion  | 3.  | 2010 | The Masters (2)                     | Ronnie O'Sullivan  | 10–9 |
| Campion  | 4.  | 2010 | Campionatul Mondial Șase Bile Roșii | Ricky Walden       | 8–6  |
| Campion  | 5.  | 2011 | Wuxi Classic                        | Ali Carter         | 9–7  |
| Campion  | 6.  | 2012 | HK Spring Trophy                    | Andrew Higginson   | 6–1  |
| Campion  | 7.  | 2013 | The Masters (3)                     | Neil Robertson     | 10–6 |
| Finalist | 8.  | 2014 | The Masters (2)                     | Ronnie O'Sullivan  | 4–10 |
| Campion  | 8.  | 2017 | Haining Open                        | Tom Ford           | 5–1  |
| Campion  | 9.  | 2018 | Haining Open (2)                    | Li Hang            | 5–4  |
| Campion  | 10. | 2023 | Macau Masters – Event 1             | Ali Carter         | 6–3  |
| Campion  | 11. | 2024 | Championship League                 | Joe O'Connor       | 3–1  |
| Campion  | 12. | 2025 | Championship League (2)             | Kyren Wilson       | 3–0  |

### Finale Pro-am: 1
| Rezultat | Nr. | An   | Turneu               | Adversar în finală | Scor |
| -------- | --- | ---- | -------------------- | ------------------ | ---- |
| Finalist | 1.  | 2008 | Clasicul Paul Hunter | Shaun Murphy       | 0–4  |

### Finale pe echipe: 2
| Rezultat | Nr. | An   | Turneu                            | Echipă/partener | Adversar în finală                    | Scor |
| -------- | --- | ---- | --------------------------------- | --------------- | ------------------------------------- | ---- |
| Finalist | 1.  | 2022 | Campionatul Mondial de dublu mixt | Rebecca Kenna   | Neil Robertson Nutcharut Wongharuthai | 2–4  |
| Finalist | 2.  | 2024 | Campionatul Mondial de dublu mixt | Rebecca Kenna   | Luca Brecel Reanne Evans              | 2–4  |

### Finale la amatori: 1 (1 titlu)
| Rezultat | Nr. | An   | Turneu                       | Adversar în finală | Scor |
| -------- | --- | ---- | ---------------------------- | ------------------ | ---- |
| Campion  | 1.  | 1998 | Campionatul Angliei Under-15 | Kurt Maflin        | 4–3  |